# Alfonso Ruano Martín
Alfonso Ruano Martín (Mocejón, Toledo, 1949) es un ilustrador español.

## Trayectoria
Estudió Filosofía mientras preparaba su ingreso en la Escuela de Bellas Artes de San Fernando (Madrid), en la que estudió la especialidad de pintura desde 1971 hasta 1977. Mientras cursaba primero expuso óleos y dibujos en la sala La Mandrágora de Málaga, y en años sucesivos participó en exposiciones colectivas en Badajoz y Sevilla.
En 1976 entra en contacto con el mundo editorial, realizando tareas de diseño gráfico en el grupo editorial SM, del que es actualmente director artístico. Desde entonces ha compaginado su labor editorial con la faceta de ilustrador de álbumes para los más pequeños y novelas para adolescentes, y diversas colaboraciones en prensa.
"Empecé a ilustrar mientras diseñaba o aprendía a diseñar en Ediciones SM, a mediados de los setenta. Al comienzo dibujaba e ilustraba en la oficina, mucho y de todo y casi no diseñaba. Entonces se tenía en las empresas editoriales ilustradores en plantilla y tanto ilustrar como diseñar era un oficio”.“Y es así como sucedió. Por esa razón considero El señor del Viento del Norte, publicado por la colección de la Torre y la Estrella de SM y editado entonces por Isabel Cano, como mi comienzo en el campo".
“Ilustrar para mi ha sido un accidente que no he querido evitar. A veces, no eliges tú, sino que la complejidad de los sucesos te señala, sin que comporte esa elección un acierto”.
Ha publicado varias decenas de libros, y su obra en general ha sido objeto del reconocimiento de la crítica, obteniendo varios de los premios más destacados en ilustración. El estilo de sus ilustraciones es hiperrealista, con un componente onírico y surrealista.
En julio de 2011 se inauguró la exposición Alfonso Ruano – Ilustraciones – Primer Recuento (en las Jornadas de Ilustratour), en el Museo del Patio Herreriano de Arte Contemporáneo Español de Valladolid, que recoge trabajos realizados por el ilustrador desde 1984 hasta 2010. En enero de 2012 esta muestra abrió sus puertas en el Museo ABC de Madrid.

## Premios
- 1984 - Mención de Honor en el Premio Catalonia -(http://www.iec.cat/activitats/institucio.asp), por El señor viento del norte.
- 1984 - Feria Internacional de Leipzig - (http://lemmon.leipziger-messe.de/LeMMon/buch_web_eng.nsf Archivado el 14 de marzo de 2013 en Wayback Machine.), por El señor viento del norte.
- 1984 - Premio del Ministerio de Cultura al libro mejor editado (modalidad infantil y Juvenil) - (http://www.mcu.es/premios/otrosPremios/LibrosMejorEditadosPresentacion.html), por El señor viento del norte.
- 1984 - Premio Bolonia  - (https://web.archive.org/web/20130207065746/http://www.bookfair.bolognafiere.it/mostraillustratori/premio_illustrazione), por El señor viento del norte.
- 1984 - Premio Lazarillo de Ilustración - (http://www.oepli.org/pag/cas/lazarillo.php), por El caballo fantástico.
- 1985 - Premio de carteles para el Salón del Libro Infantil (OEPLI) - (http://www.oepli.org/pag/cas/dia.php).
- 1986 - Premio Nacional de Literatura Infantil (Ilustración) - (http://www.mcu.es/premios/nacionales/IlustracionPresentacion.html), por El caballo fantástico.
- 1986 - Premio del Ministerio de Cultura al mejor libro editado - (http://www.mcu.es/premios/otrosPremios/LibrosMejorEditadosPresentacion.html), por El caballo fantástico.
- 1986 - Diploma de Honor del Premio Paolo Vergerio - El caballo fantástico.
- 1986 - Diploma de Honor de la Feria del Libro de Leipzig - (http://lemmon.leipziger-messe.de/LeMMon/buch_web_eng.nsf Archivado el 14 de marzo de 2013 en Wayback Machine.) - El caballo fantástico.
- 1988 - Medalla de Bronce del Premio Internacional Ezra Jack Keats (USBBY) - (http://btb.termiumplus.gc.ca/tpv2alpha/alpha-eng.html?lang=eng&i=1&index=est&srchtxt=PREMIO%20INTERNACIONAL%20UNICEF%20EZRA%20JACK%20KEATS%20ILUSTRACIONES%20LI ).

Lista de Honor de IBBY 1989 (http://www.ibby.org/index.php?id=270), por Zapatones. 
Segundo premio Nacional de Literatura Infantil (Ilustración) 1989 (http://www.mcu.es/premios/nacionales/IlustracionPresentacion.html), por El circo de Paco.
Premio Catalonia 1990 (http://www.iec.cat/activitats/institucio.asp), por El guardián del olvido.
Esta obra fue seleccionada en el VI Simposio sobre literatura Infantil y Lectura, organizado por la Fundación Germán Sánchez Ruipérez (https://web.archive.org/web/20160305225301/http://www.fundaciongsr.com/pdfs/XIV_simposio.pdf), como una de las cien obras indispensables de la Literatura Infantil española del siglo XX.
- Premio Les Sorcières 1992(https://web.archive.org/web/20130323194655/http://www.abf.asso.fr/2/25/13/ABF/le-prix-sorcieres-pourquoi-comment-et-son-histoire-?p=4), por El guardián del olvido.
- Premio de la Biblioteca del Congreso de Estados Unidos 2000 (http://www.loc.gov/about/awardshonors/), por La composición.
- Premi Llibreter Álbum Il.lustrat 2000 (http://www.gremidellibreters.cat), por La composición.
- Premio UNESCO 2001 (http://www.unesco.org/new/en/unesco/events/prizes-and-celebrations/unesco-prizes/), por La composición.
- Lista de Honor del Premio CCEI 2003 (http://ccei-lij.blogspot.com.es/), por Insomnio.

## Obra literaria
- El señor viento del norte (1983)
- El caballo fantástico (1984)
- El mono imitamonos (1984)
- Pipeto, el monito rosado (1985). (Existe versión en catalán Pipet, el miquet de color de rosa)
- Ruth (1986)
- Por arte de magia (1986)
- El libro de la selva (1986)
- Jeruso quiere ser gente (1987)
- Háry János (1987)
- Zapatones (1988)
- El circo de Paco (1988)
- El talismán del Adriático (1988). (Existe versión en catalán, El talismà de l’Adriàtic)
- María (1989)
- Los perros de la Mórrigan (1990)
- El guardián del olvido (1990)
- El nido de los sueños (1991)
- El hombre que ya no tenía nada que hacer (1992)
- Besos (1993). (Existe versión en catalán, Petons)
- Memorias de una vaca (1993)
- Ronda de suspiros (1994)
- La escuela de magia y otros cuentos (1995)
- Pelos de bruja (1997)
- La composición (2000)
- El pequeño títere (2001)
- Insomnio (2002)
- Fi de tardor (2004)
- El fabuloso mundo de las letras (2008)
- Tiempo de vuelo (2009)
- Dunas de agua (2009)
- El hada del agua (2010)
- El coleccionista de relojes extraordinarios (2011). (Existe versión en catalán El col.lecionista de rellotges extraordinaris)